# Canthocamptus bryophilus
Canthocamptus bryophilus is een eenoogkreeftjessoort uit de familie van de Canthocamptidae. De wetenschappelijke naam van de soort is voor het eerst geldig gepubliceerd in 1928 door Chappuis.